# Semiothisa nigrofulvata
Semiothisa nigrofulvata là một loài bướm đêm trong họ Geometridae.